# 9943 Bizan
9943 Bizan è un asteroide della fascia principale. Scoperto nel 1989, presenta un'orbita caratterizzata da un semiasse maggiore pari a 2,6100709 UA e da un'eccentricità di 0,1619876, inclinata di 4,90741° rispetto all'eclittica.
L'asteroide è dedicato all'omonimo monte che sovrasta la città giapponese di Tokushima.